# Ivinhema Futebol Clube
O Ivinhema Futebol Clube é um clube de futebol sediado em Ivinhema, no estado de Mato Grosso do Sul. Fundado em 1.º de janeiro de 2006, conquistou a primeira divisão estadual em 2008.

## História
O Ivinhema foi fundado em 1.º de janeiro de 2006. Consagrou-se campeão da primeira divisão estadual em 2008 e vice-campeão em 2009. No mesmo período, disputou duas edições da Copa do Brasil, tendo sido eliminado ainda na primeira fase para Flamengo e Náutico.
Em 2015, ficou novamente com o vice-campeonato do estadual ao perder a final para o Comercial. No ano seguinte, foi derrotado na primeira fase da Copa do Brasil, desta vez para o CRB. No entanto, em 2017, foi rebaixado para a segunda divisão.
Em 2022 o Ivinhema retornou para a disputa da segunda divisão. O clube conseguiu o acesso após punição ao Náutico e a desistência do Naviraiense.

## Títulos
- Campeonato Sul-Mato-Grossense: 2008[5]